# Samsung SGH-A561
O Samsung SGH-A561 é um aparelho móvel dobrável que a Samsung lançou em agosto de 2008. Possui conectividade 2G e 3G, bem como tecnologia EDGE para uma navegação mais rápida na internet.

## Câmera
Sua câmera de 2.0 megapixels tem a capacidade de girar em 180 graus, permitindo ao usuário maior flexibilidade para capturar imagens e realizar videochamadas, tornando-o como um dos primeiros celulares com essa funcionalidade.

## Memória
Sua memória interna é de 50 MB e pode ser expandida até 4 GB com um cartão microSD. Sua agenda telefônica comporta até mil contatos e seu histórico de chamadas registra até vinte ligações discadas, recebidas e perdidas.

## Recursos
Oferece recursos como SMS, EMS, MMS, correio eletrônico, mensagens instantâneas, navegador WAP 2.0/xHTML, HTML, jogos Java (MIDP 2.0), reprodução de vídeo MP4/3GP e organizador.